# Лодзь
Лодзь (пол. Łódź [wut͡ɕ]о файле) — один из крупнейших городов Польши.
Город расположен в центре страны, в 120 километрах к юго-западу от Варшавы, и является центром польской электронной промышленности.
Основан в XIII веке, статус города с 1423 года; во времена Российской империи город являлся центром Лодзинского уезда, входившего в Петроковскую губернию (в 1867—1917 годы).
С 1999 года Лодзь — центр и крупнейший город Лодзинского воеводства. Население города составляет 696,5 тысяч человек и постепенно сокращается (1988 год — 854 тыс.). Ещё в 1990-х годах Лодзь была вторым по численности населения городом Польши после Варшавы, однако в 2000-е годы уступила это место Кракову.
В 1945—1948 годах Лодзь фактически выполняла функции столицы Польской Республики в условиях практически полного разрушения Варшавы.

## История

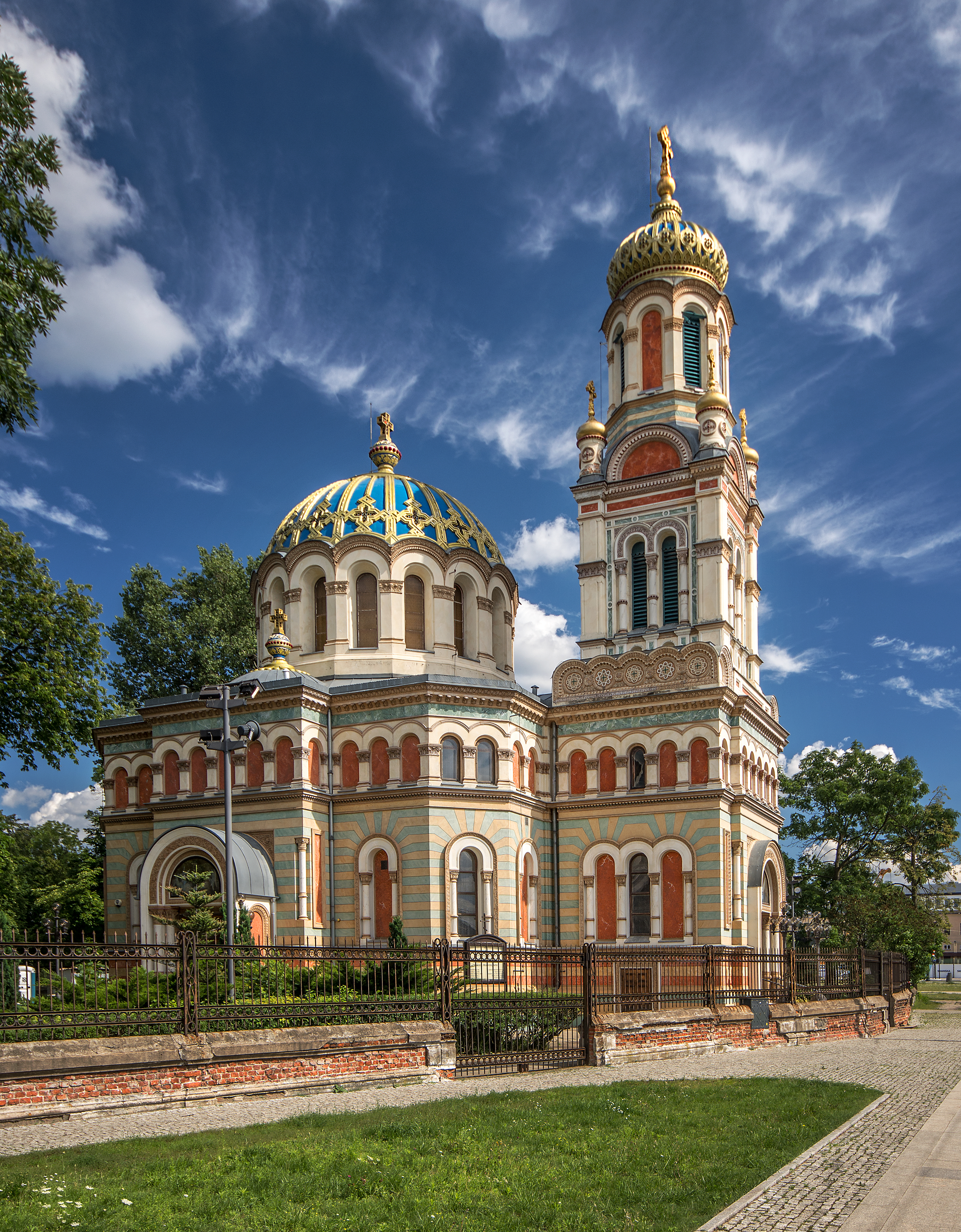
Собор Святого Александра Невского в Лодзи.

1332 год — Лодзь впервые была упомянута в документе, передающем деревню Lodzia (лат. ) епископам Влоцлавека, а 15 мая 1414 года епископ Ян Кропидло влоцлавским капитул основал городище на территории поселения Лодзи. 29 июля 1423 года по указу короля Владислава Ягелло Лодзь получила городские права.
1793 год — в результате второго раздела Польши Лодзь вошла в состав Пруссии.
1807 год — в соответствии с условиями Тильзитского мира Лодзь была присоединена к Герцогству Варшавскому.
1815 год — Лодзь включена в состав Царства Польского и присоединена к Российской империи.
1820 год — 20 сентября указом Константина Павловича, наместника Царства Польского, Лодзь была объявлена фабричным городом, в 1821 году был основан суконный посад Нове-Място, продолжением которого в 1824 году явился ткацкий посад Лодка.
1865 год — 30 июля местные власти получили разрешение проложить железную дорогу, соединяющую Лодзь и Колюшки, которая была введена в эксплуатацию 19 сентября 1865 года. Пассажирские поезда начали регулярно курсировать с 01 июня 1866 года.
1867 год — входит в Петроковскую губернию Варшавского генерал-губернаторства.
1887 год — открыта самая большая, красивая и роскошная синагога на территории Польского королевства (сожжена нацистами в 1940 году).
1888 год — 6 октября в здании гостиницы «Виктория» на ул. Пётрковской, 67 был учреждён первый в Лодзи профессиональный театр. Сейчас здесь находится современный кинотеатр «Полония».
1897 год — в Лодзи родился историк-медиевист Генрик Пашкевич.
1898 год — 24 декабря в 13 часов в Лодзи был пущен первый в Царстве Польском электрический трамвай.
1899 год — 3 ноября в Лодзи, по адресу ул. Всходняя, 19, поселился Юзеф Пилсудский с супругой. Здесь Пилсудский издавал газету «Рабочий» — орган подпольной Польской Социалистической Партии. Ночью 22 февраля 1900 года Пилсудский был арестован царской полицией и находился в тюремном заключении на ул. Гданьской, 13. В декабре 1938 года здесь был создан мемориальный музей-квартира Ю. Пилсудского.
1903 год — 20 августа в Лодзи было создано Польское Театральное Общество, первая в Польше организация, занимающаяся театрально-просветительской деятельностью.
1905 год — 17 мая была открыта первая в Польше детская больница им. Анны Марии (в память о скончавшейся внучке крупнейшего лодзинского фабриканта Карла В. Шейблера). В 1951 году она была переименована в больницу им. Януша Корчака. 21-25 июня — Лодзинское восстание.
1914 год — в первые месяцы Первой мировой войны произошла битва за Лодзь между германской и русской армиями. 6 декабря 1914 года город был оккупирован немецкими войсками.
1919 год — было создано Лодзинское воеводство во главе с Антонием Каменским.
1936 год — 26 мая был создан Кружок друзей Лодзи, который возобновил свою деятельность в 1959 году (27 ноября) и был переименован в Общество друзей Лодзи. Круг его деятельности достаточно широк: это и просветительская работа, и историко-краеведческая деятельность, организация культурных мероприятий и конкурсов, издательская работа, защита историко-архитектурных ценностей и др. Главный отдел ОДЛ расположен по адресу пл. Вольности, 2.
В межвоенный период население Лодзи было в основном левых взглядов, а сам город был заметным центром социалистической и коммунистической деятельности, а также активности Бунда. Истории рабочих забастовок 1920-х годов посвящена песня «Татэс, мамэс, киндэрлэх бойэн барикадн» («Папы, мамы, детишки строят баррикады»), написанная в 1926 году пятнадцатилетним Шмерке Качергинским.
После завершения боевых действий в сентябре 1939 года и немецкой оккупации Польши город был переименован в Лицманштадт (в честь немецкого генерала Первой мировой войны Карла Лицмана, захватившего Лодзь в конце 1914 г.) и с 1941 стал центром административного округа Лицманштадт рейхсгау Вартеланд. Предприятия были переориентированы на выпуск продукции для немцев.
1940 год — до нацистской оккупации в Лодзи жили 230 000 евреев, которые составляли треть населения города. В начале войны все евреи города и окрестностей были согнаны в гетто и позже депортированы в лагеря смерти. Лодзинское гетто являлось одним из крупнейших и было ликвидировано последним из польских гетто, так как было важным для немецкой промышленности. Во время войны погибли 420 000 жителей города, из них 300 000 евреев и 120 000 поляков. В окрестностях Лодзи были также созданы лагеря для цыган и поляков. После войны в городе осталось 900 евреев.
3 марта 1943 года диверсионная группа Гвардии Людовой сожгла завод Кона, работавший на нужды немецкой армии (здесь сгорел весь запас искусственного хлопка и два вагона с обмундированием).
19 января 1945 года город был освобождён силами Красной Армии. В 1945 г. в Лодзь переехало правительство Польши, и город де-факто выполнял функции столицы до 1948 г.
В 1945 г. на основе Педагогического института (1921—1928), Высшей школы социальных и экономических наук (1921—1928) и филиала Свободного польского университета, существовавших в Лодзи в межвоенный период, был создан Лодзинский университет.
1948 год — 18 октября состоялось торжественное открытие Высшей школы кинематографии, телевидения и театра с участием её первых абитуриентов. Это всемирно известное высшее учебное заведение расположено во дворце Оскара Кона на ул. Тарговой. Особой гордостью школы являются её прославленные выпускники: Анджей Вайда, Роман Полански, Анджей Мунк, Ежи Сколимовский, Кшиштоф Кесьлёвский, Кшиштоф Занусси и другие.
В 1972 году началась застройка многоквартирными домами спального района Реткиня.
Во второй половине XX века город Лодзь являлся городом-побратимом города Иваново (СССР), в честь этого один из ивановских кинотеатров называется «Лодзь», а в сквере перед кинотеатром сооружена стела «Дружба народов».
В начале 1980-х в Лодзи действовали крупная организация профсоюза Солидарность. В 1990 году, после смены общественно-политического строя Польши, президентом (мэром) Лодзи стал лидер региональной «Солидарности» Гжегож Палька (он считается первым главой Лодзи в Третьей Речи Посполитой).

## Население
| 1800     | 1830     | 1872     | 1900     | 1915     | 1921     | 1931     | 1939     | 1946     |
| -------- | -------- | -------- | -------- | -------- | -------- | -------- | -------- | -------- |
| 428      | ↗4343    | ↗100 000 | ↗314 020 | ↗600 000 | ↘452 000 | ↗605 500 | ↗672 000 | ↘496 929 |
| 1955     | 1965     | 1975     | 1985     | 1988     | 1995     | 2000     | 2005     | 2010     |
| ↗674 172 | ↗744 086 | ↗798 263 | ↗847 864 | ↗854 003 | ↘823 215 | ↘793 217 | ↘767 628 | ↘737 098 |
| 2012     | 2013     | 2017     | 2021     | 2023     | 2024     |          |          |          |
| ↘718 960 | ↘715 360 | ↘690 422 | ↘670 642 | ↘655 279 | ↘648 711 |          |          |          |

Источник.
Наряду с коренными жителями, огромную роль в промышленном развитии Лодзи сыграло приезжее население. Во второй половине XIX века в Лодзи проживали поляки, немцы, евреи, чехи, силезцы. Еврейское население, насчитывавшее 240 тысяч человек, подарило Лодзи крупнейших фабрикантов (Израиля Познаньского, Маркуса Зильберштейна, Станислава Яротинского, Оскара Кона и др.), купцов, банкиров, знаменитых архитекторов (Давида Ланде, Густава Ландау-Гутентегера и др.) и писателей (Юлиана Тувима и Ежи Косинского). С 2002 года в городе проводится Фестиваль Четырёх Культур.
Дворец Познаньских — улица Огродова, 15.
Сейчас во дворце размещается музей истории города Лодзи, в котором собраны экспонаты, связанные с жизнью города и его знаменитостей: Юлиана Тувима, Владислава Реймонта, Александра Тансмана, Артура Рубинштейна и Яна Карского.
Старое кладбище на улице Огродовой — католическое, евангелическое и православное.
Здесь похоронены крупнейшие промышленники Бидерманны, Грохманы, Гейеры, Киндерманны, Шейблеры, а также учёные, актёры, художники, национальные герои и священники. Среди десятков исторических надгробий своей монументальностью отличается мавзолей фабриканта Шейблера, похожий на небольшой неоготический храм.
Еврейское кладбище — возле улицы Братской.
Крупнейшее в Европе еврейское кладбище (41 га) было создано в 1892 году и насчитывает около 160 тысяч могил. Многие каменные надгробия, в частности мавзолеи крупных промышленников Познаньских, Сильберштейнов, Пруссаков, Штейллеров, Яротинских, причисляются к памятникам архитектуры. Здесь покоятся родители Юлиана Тувима и Артура Рубинштейна. В южной части кладбища находятся могилы жертв лодзинского гетто. В 1956 году был поставлен мемориальный комплекс в память погибшим во время войны. 20 ноября 2012 года более 20 надгробий XIX века были разбиты вандалами.

## Аэропорт
Международный аэропорт Лодзи — Люблинек (также носит имя Владислава Реймонта) расположен в 6 км от центра города. Связывает Лодзь и Лодзинское воеводство с несколькими европейскими городами (в 2015 г. — Мюнхен, Амстердам, Прага, Лондон, Дублин, Эдинбург). Наличие частых рейсов в Мюнхен (2 рейса в день) и Амстердам (6 рейсов в неделю) обеспечивает возможность полёта с пересадкой во многие аэропорты мира. В 2013 г. Люблинек занял 8-е место среди аэропортов Польши по пассажиропотоку.

## Достопримечательности

### Аллея Карла Анстада
- Памятник жертвам коммунизма в Лодзи[пол.]

### Улица Пётрковская

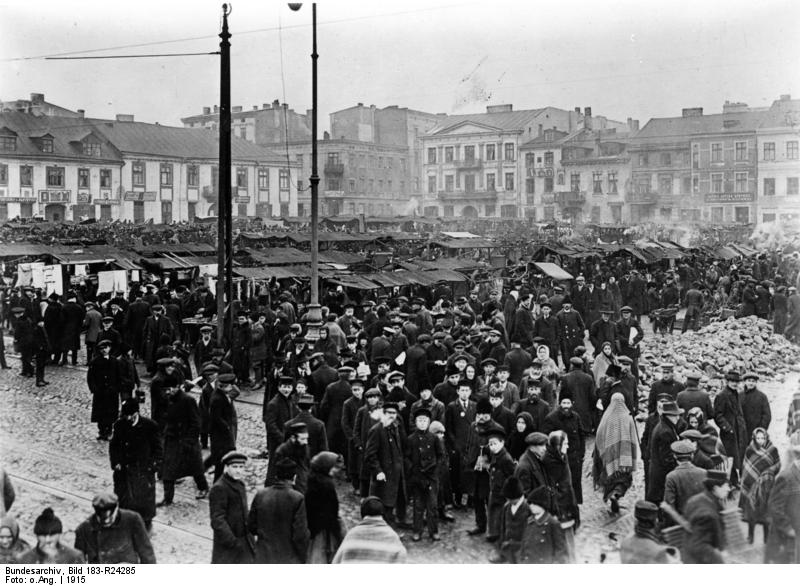
Еврейский рынок в Лодзи. 1915 год.

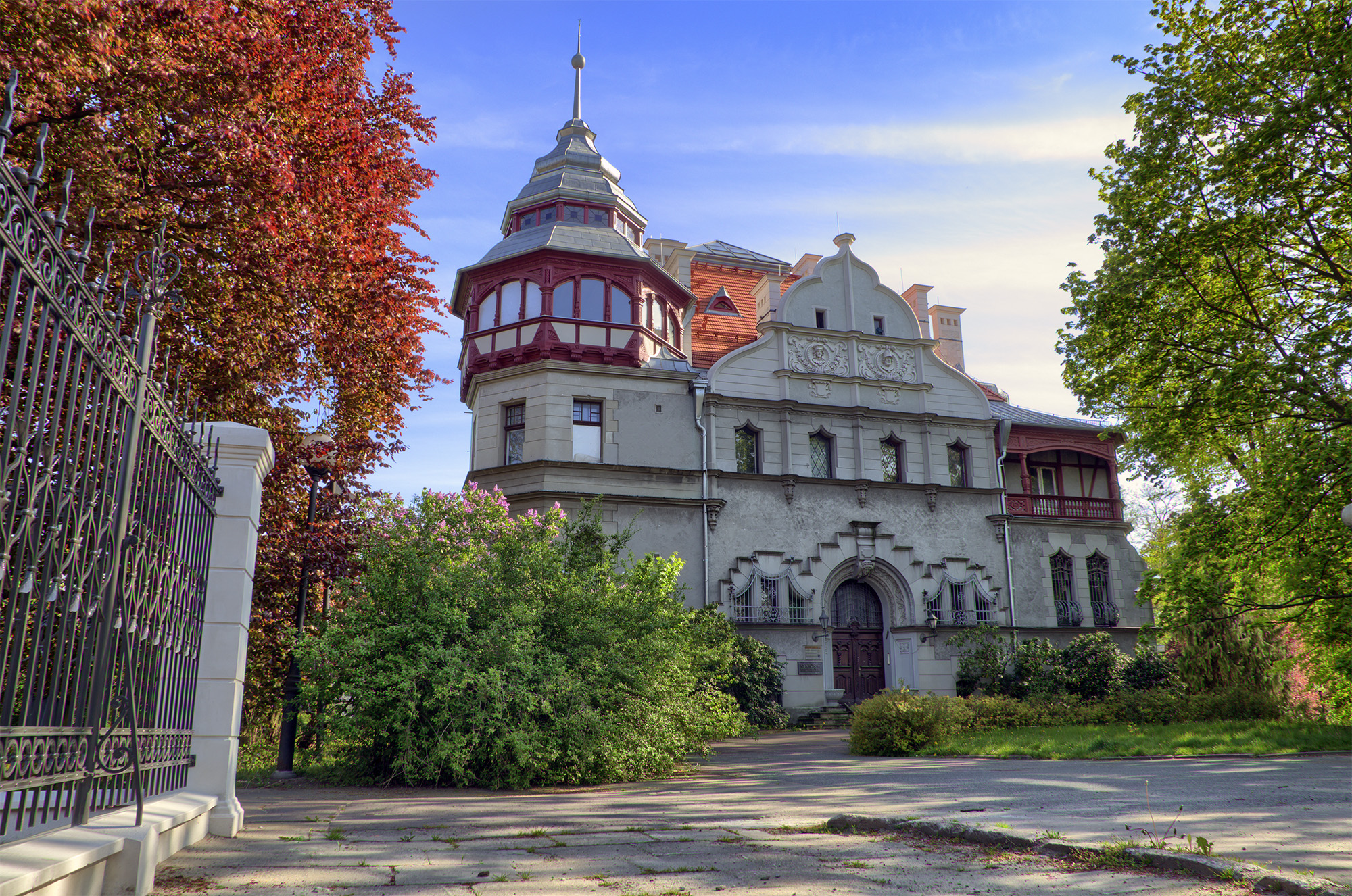
Вилла Рейнхольда Рихтера — выдающийся памятник польского модерна

Нынешняя улица Пётрковская проходит по линии бывшего Пётрковского тракта, который в XIX веке был свидетелем бурного развития города. Улица Пётрковская — это главная улица города. Она тянется от восьмиугольной Площади Свободы (пол. Plac Wolności Пляц Вольнощчи), которая ранее носила название рыночной площади Нового Города (пол. Nowe Miasto, Новэ Място). Самая длинная в Польше пешеходная зона c магазинами, барами и ресторанами (которых здесь более ста), а летом также и уличными кафе. Кроме того, по бульвару можно прокатиться на велорикше или ретротрамвае. На улице Пётрковской проходят многочисленные мероприятия, ярмарки, хэппенинги и спортивные состязания.

### Памятники
- Ул. Пётрковская 32 — Трём Фабрикантам.
- Ул. Пётрковская 104 — Скамейка Юлиана Тувима.
- Ул. Пётрковская 137 — Сундучок Владислава Реймонта.
- Ул. Пётрковская 78 — Рояль Артура Рубинштейна.
- Ул. Пётрковская 112 — памятник Леону Шиллеру.
- Ул. Пётрковская 98-146 — памятник Жителям Лодзи Рубежа Тысячелетий: 12.859 плит с выгравированными именами прославленных и обычных жителей Лодзи.
- Ул. Пётрковская — отрезок улицы между улицей Монюшко и пассажем Рубинштейна — Аллея звёзд польского кино.

### Промышленные сооружения
Несмотря на то, что история Лодзи берёт своё начало ещё в средневековье, наивысший расцвет города относится к периоду Царства Польского. Именно тогда, в 20-е годы XIX века, в Лодзи создавались суконные и ткацкие посады: сначала вдоль Пётрковского тракта (ныне улицы Пётрковской), где были основаны посад Нове Място, затем Лодка и Нова Лодка, а также водно-фабричные посады на реке Ясень. Благоприятные экономические и жилищные условия привлекали иностранных промышленников. Первые мануфактуры и механизированные фабрики строились в стиле классицизма, имели гладкие, оштукатуренные стены. Во второй половине XIX века в Лодзи появились сотни кирпичных фабрик построенных с использованием железобетонных конструкций, а город получил прозвание «польского Манчестера».

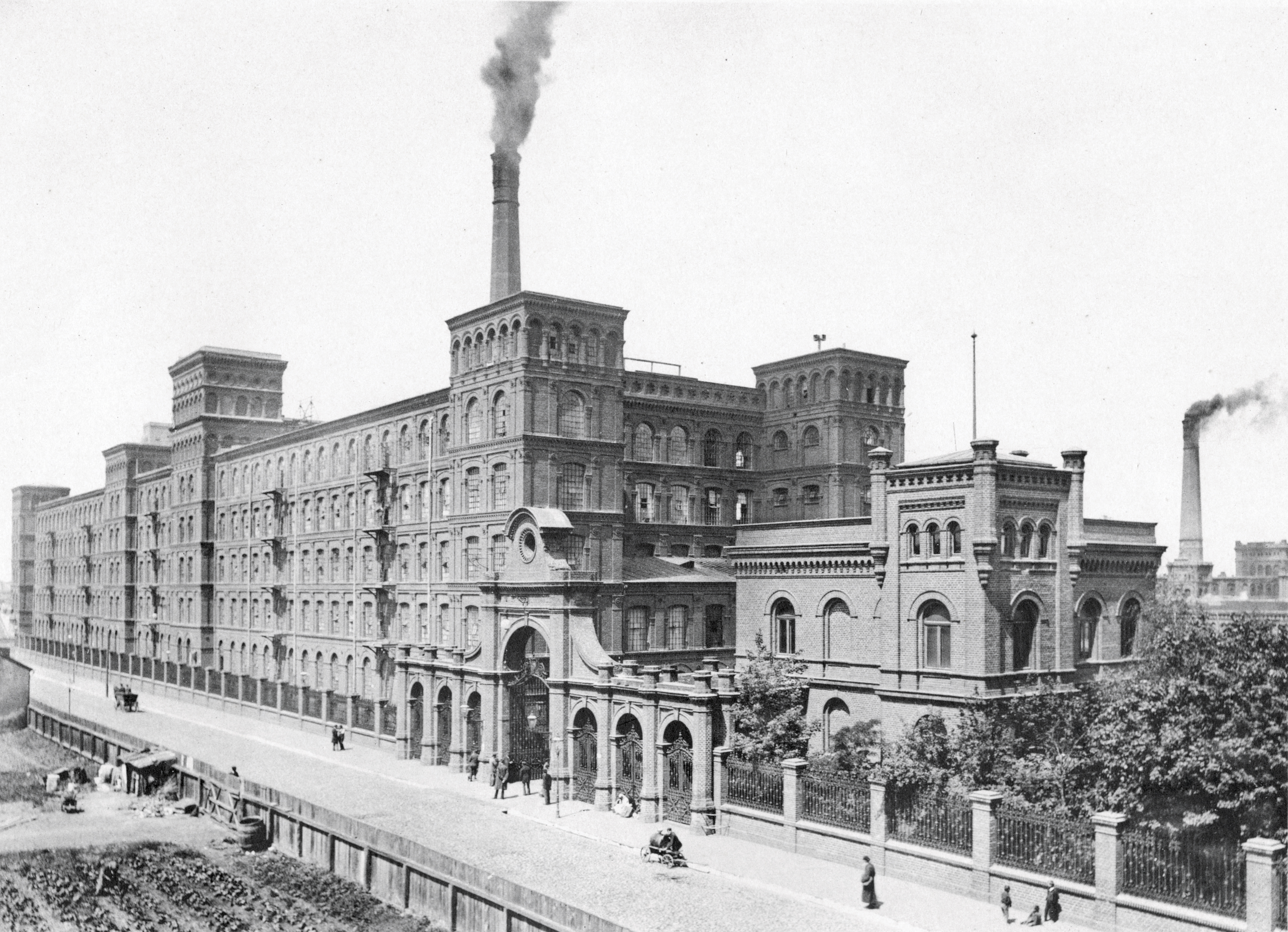
Акционерное общество бумажных мануфактур И. К. Познанского в Лодзи

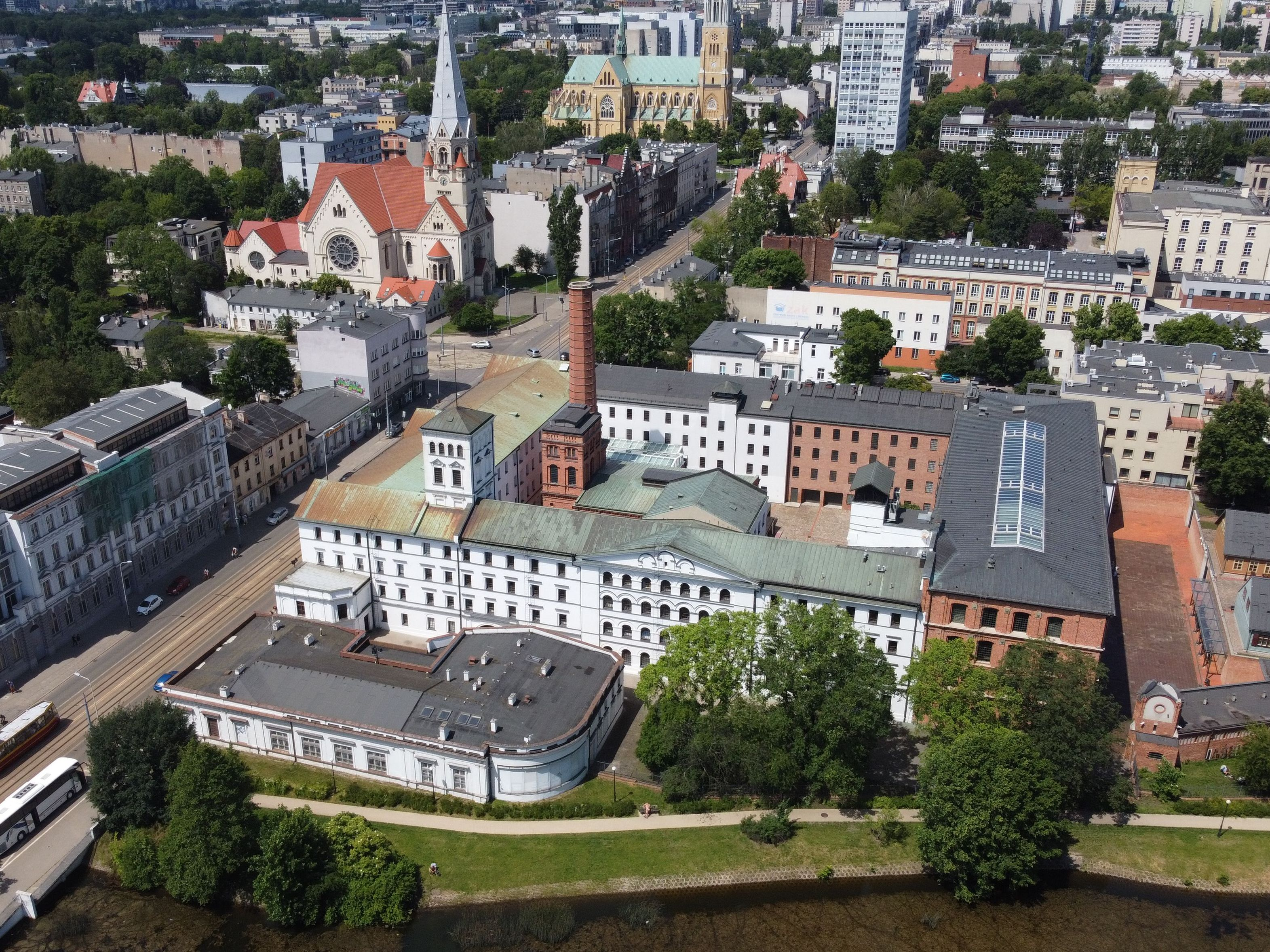
«Белая фабрика»

### Ботанический сад
Основан в 1929 году и расположен в западной части города на ул. Кжеменецкой, 36/38.

## Кинематограф
На протяжении многих лет Лодзь считалась столицей польского кинематографа. На территории города действовали киностудии художественных, научно-популярных и мультипликационных фильмов, студий звукозаписи и производства кинокопий. Лодзь славится всемирно известной Высшей Школой Кинематографии, Телевидения и Театра.
Кроме того, Лодзь известна как город с великолепной театральной традицией.
- Высшая школа кинематографии, гелевидения и театра — улица Таргова, 61/63. Занимает здание дворца Оскара Кона. Особой гордостью школы являются её выпускники: Анджей Вайда, Роман Полански, Ежи Сколимовский, Марек Пивовский, Кшиштоф Кеслёвский.
- Музей Кинематографии — площадь Звыченьства, 1. Расположен во дворце Карла Шейблера. Временные выставки посвящены истории киноискусства, польским кинохитам последних лет и современному польскому искусству, в частности фотографии и медиа-арту.
- Аллея Звёзд — улица Пётрковска (отрезок бульвара между улицей Монюшко и пассажем Рубинштейна).
- Opus Film (Опус Фильм). — улица Лонкова, 29. Занимает здание бывшей Художественной Киностудии.
- Se-ma-for — польская студия короткометражных фильмов.

Лодзь принадлежит к числу любимых городов американского режиссёра Дэвида Линча, который в 2006 г. снял здесь свой фильм «Внутренняя империя».

## Галерея

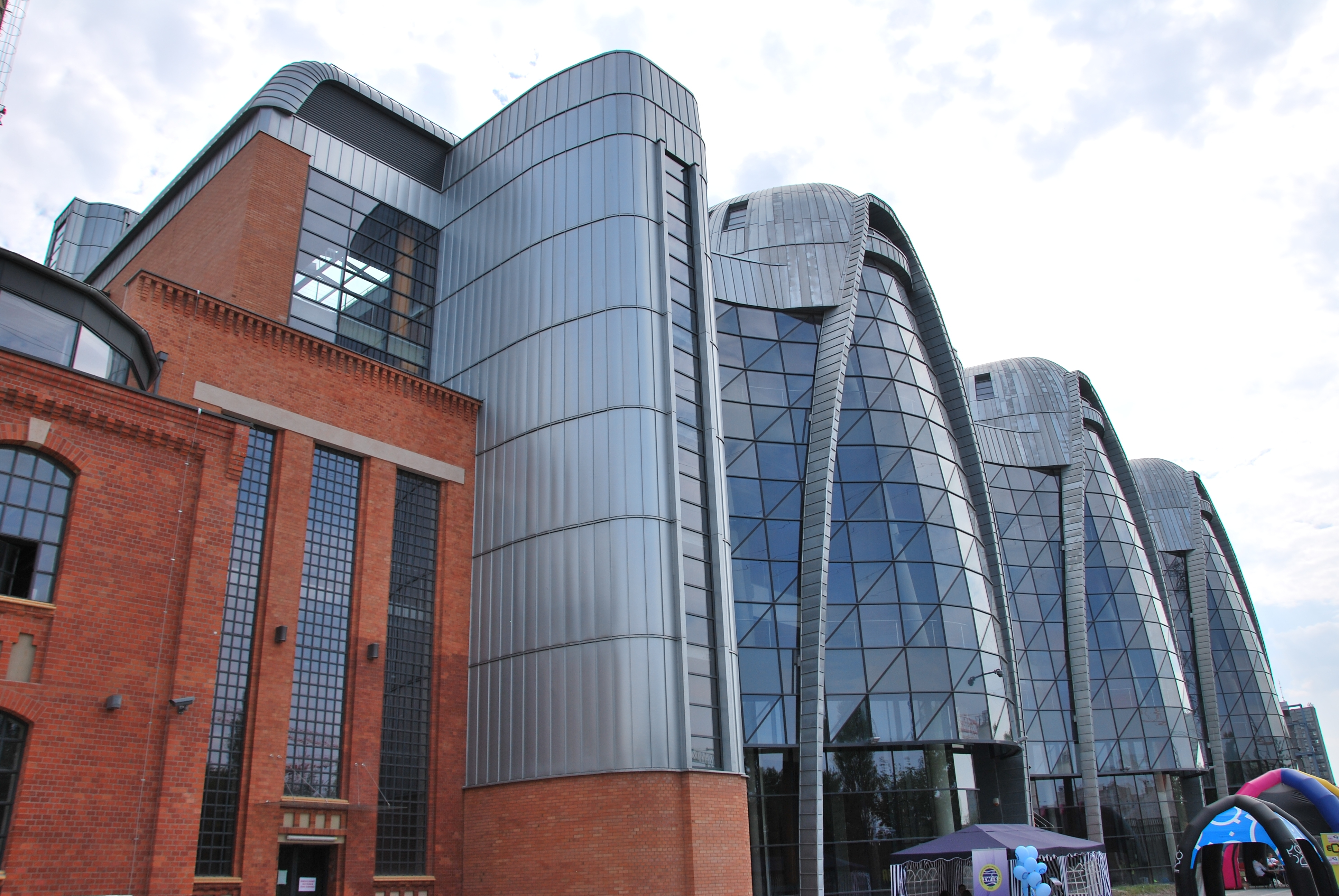
EC1 — бывшая электростанция, теперь музей и планетарий
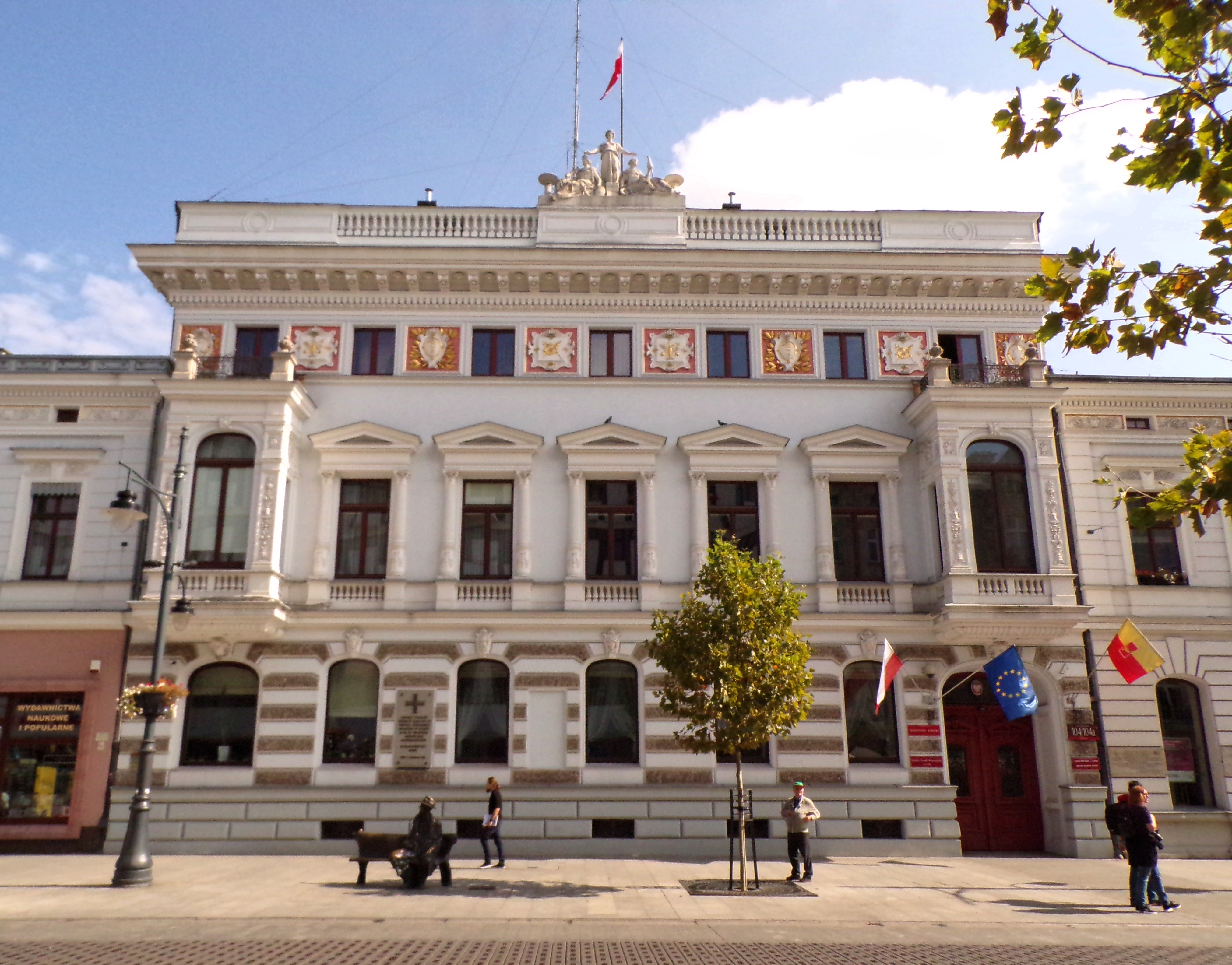
Ратуша Лодзи, ранее дворец Хайнцель
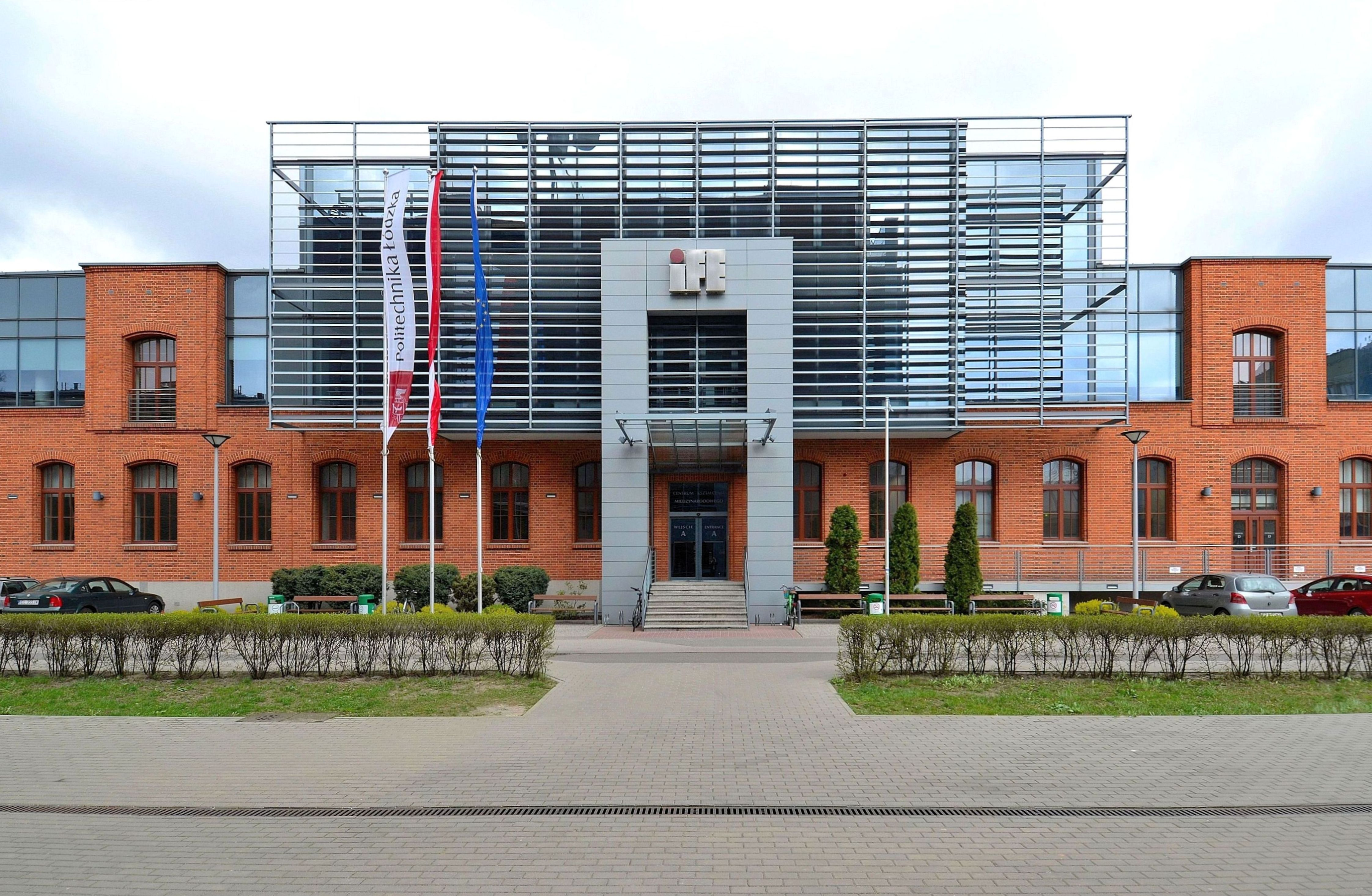
Международный инженерный факультет (ЛТУ)
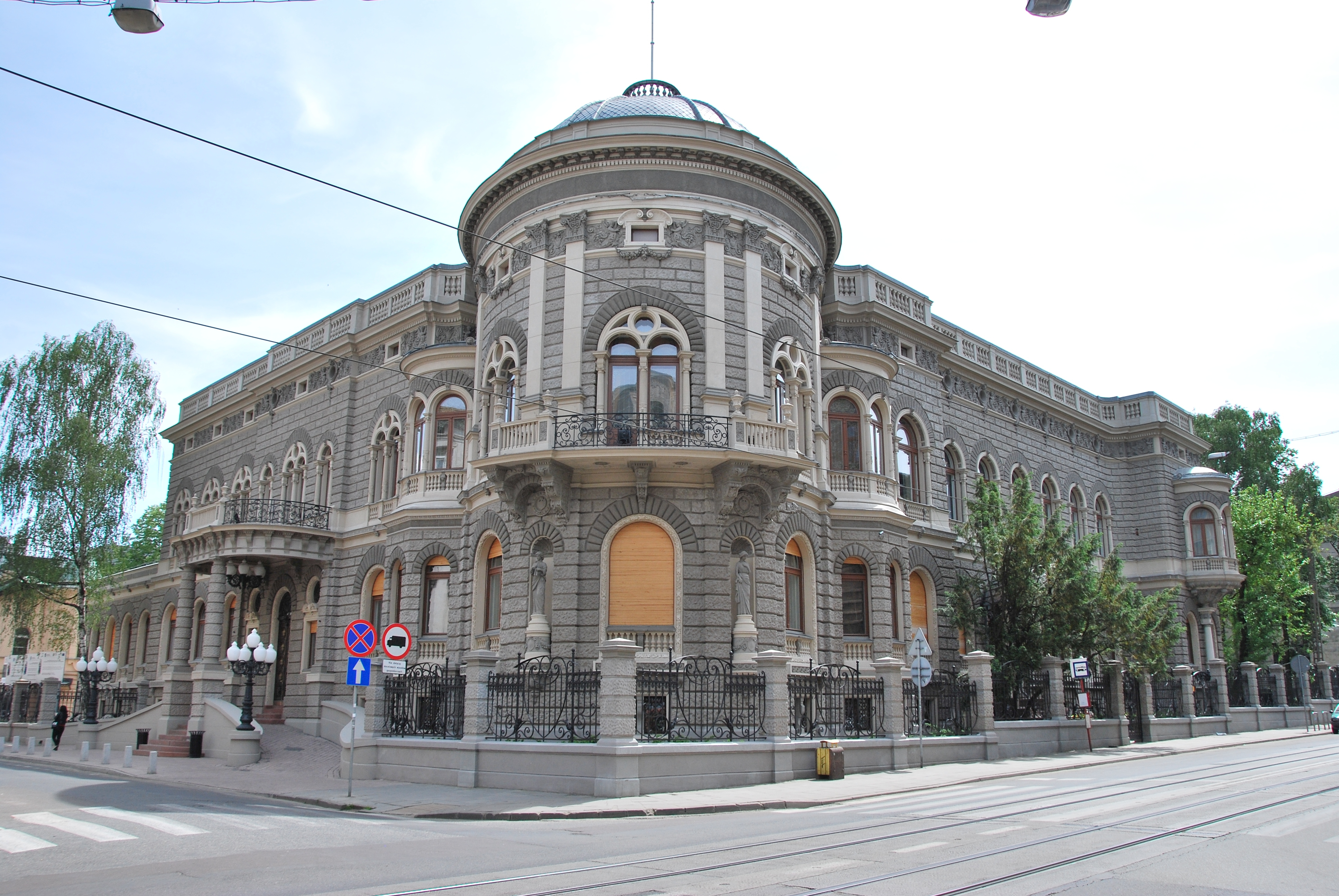
Музыкальная академия, бывший дворец Познанских
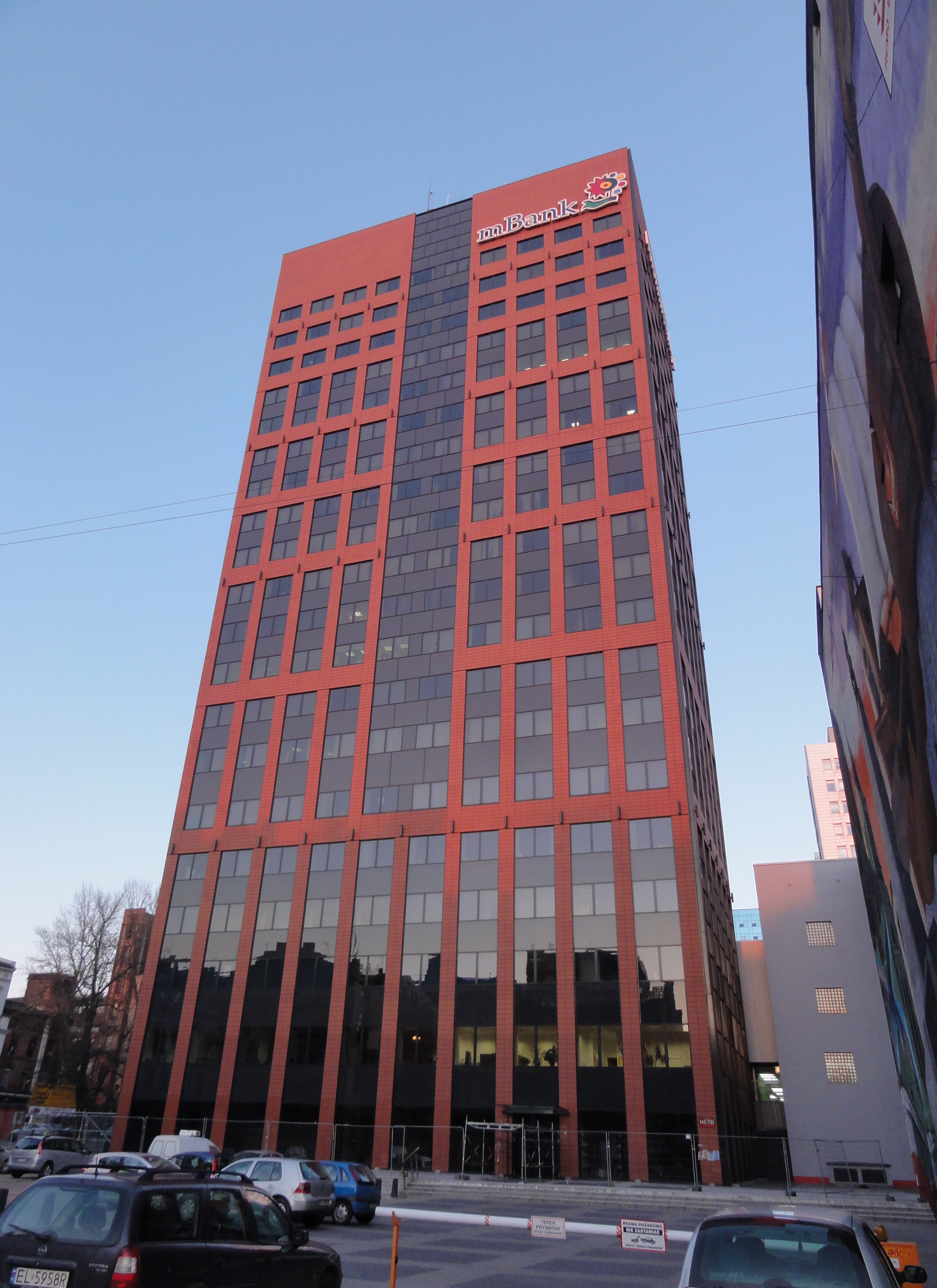
Красная Башня — бывшая штаб-квартира MBank
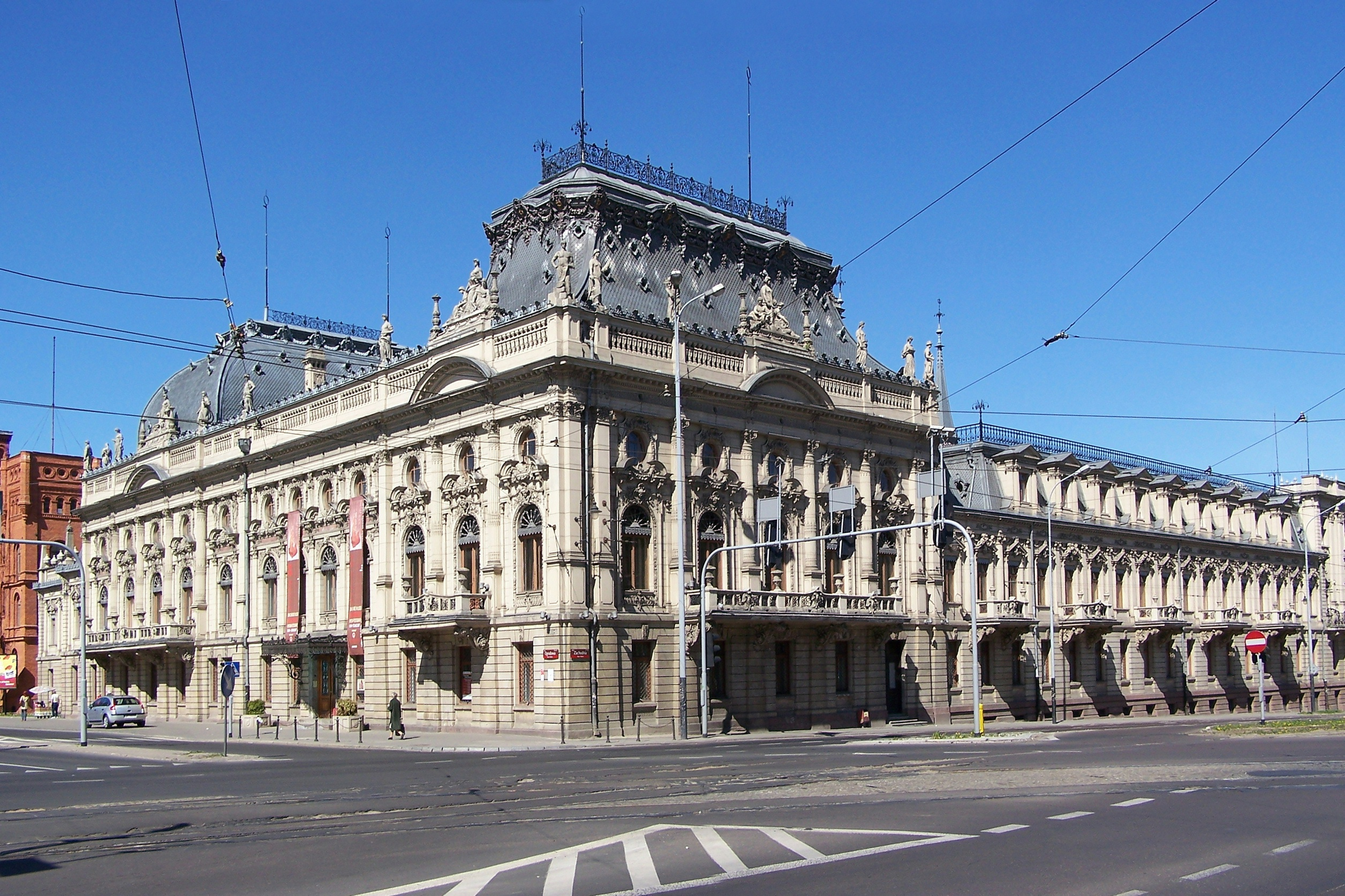
Дворец Израэля Познаньского[англ.]
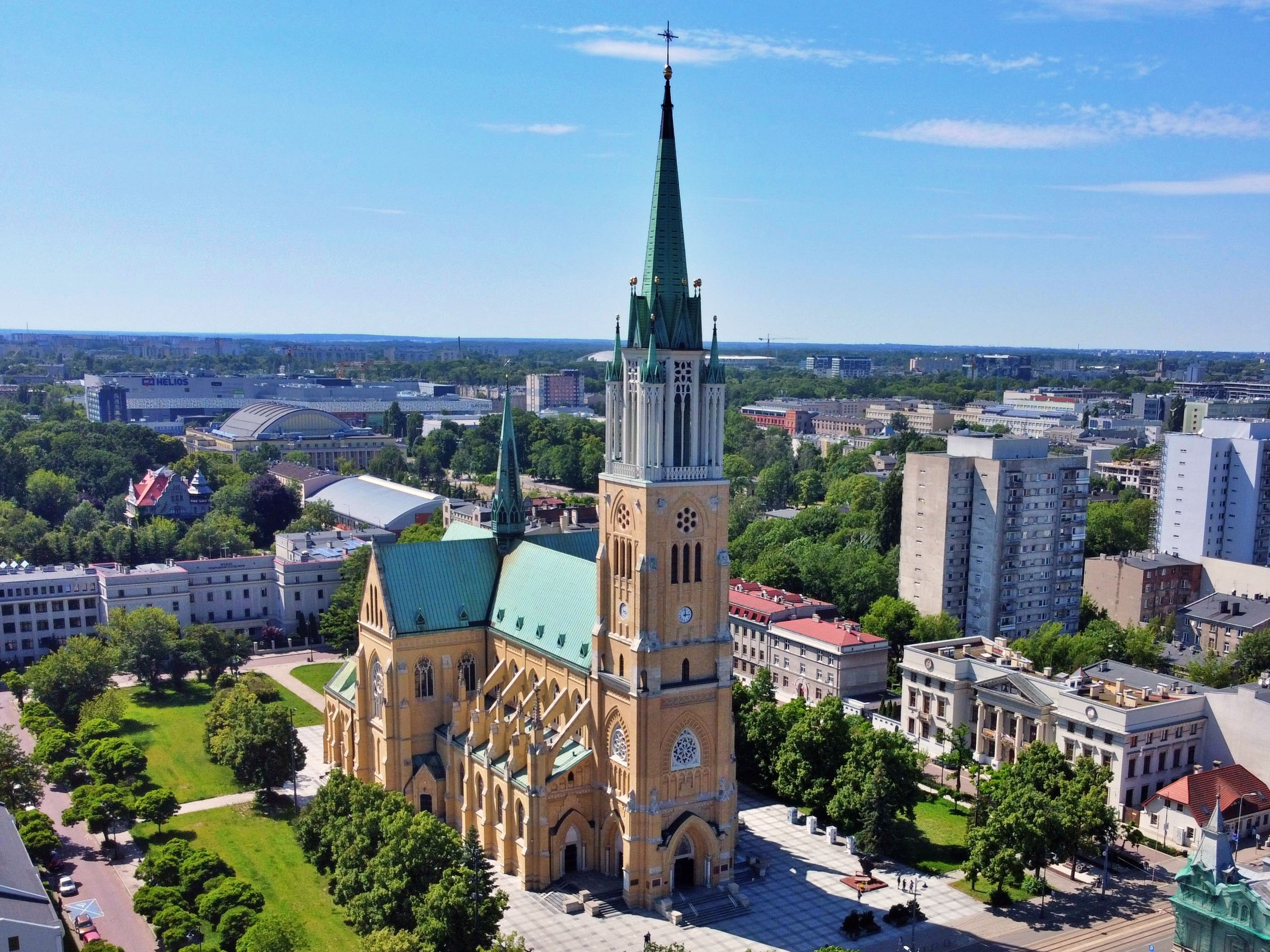
Архикафедральный собор святого Станислава Костки[англ.]
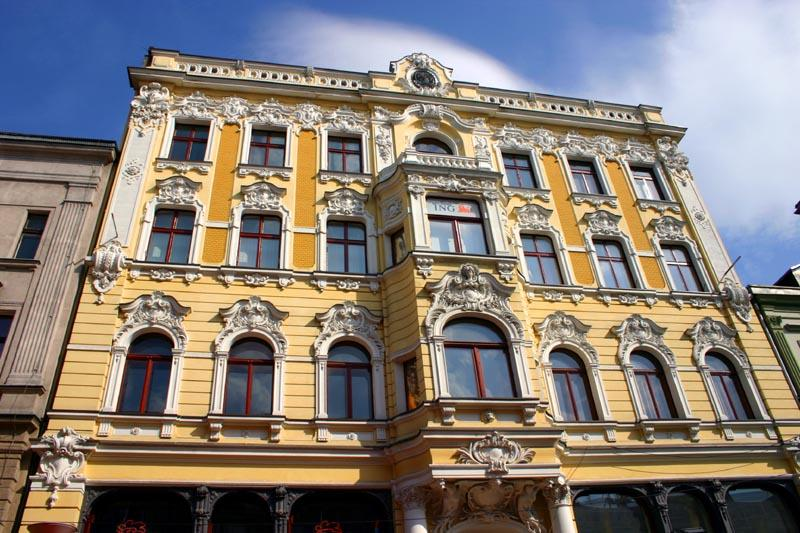
Многоквартирный дом Теодора Штайгерта
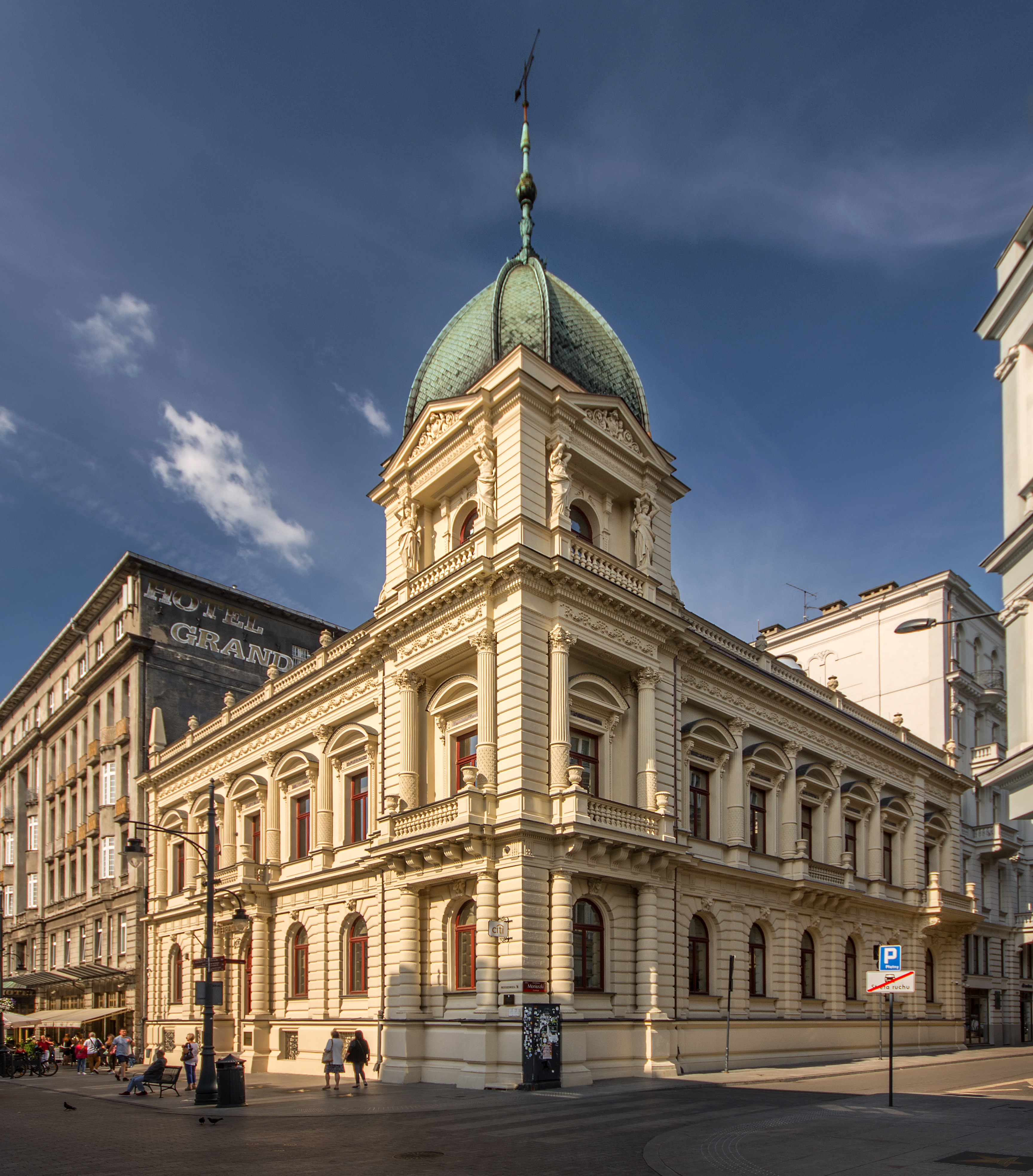
Многоквартирный дом Шайблера
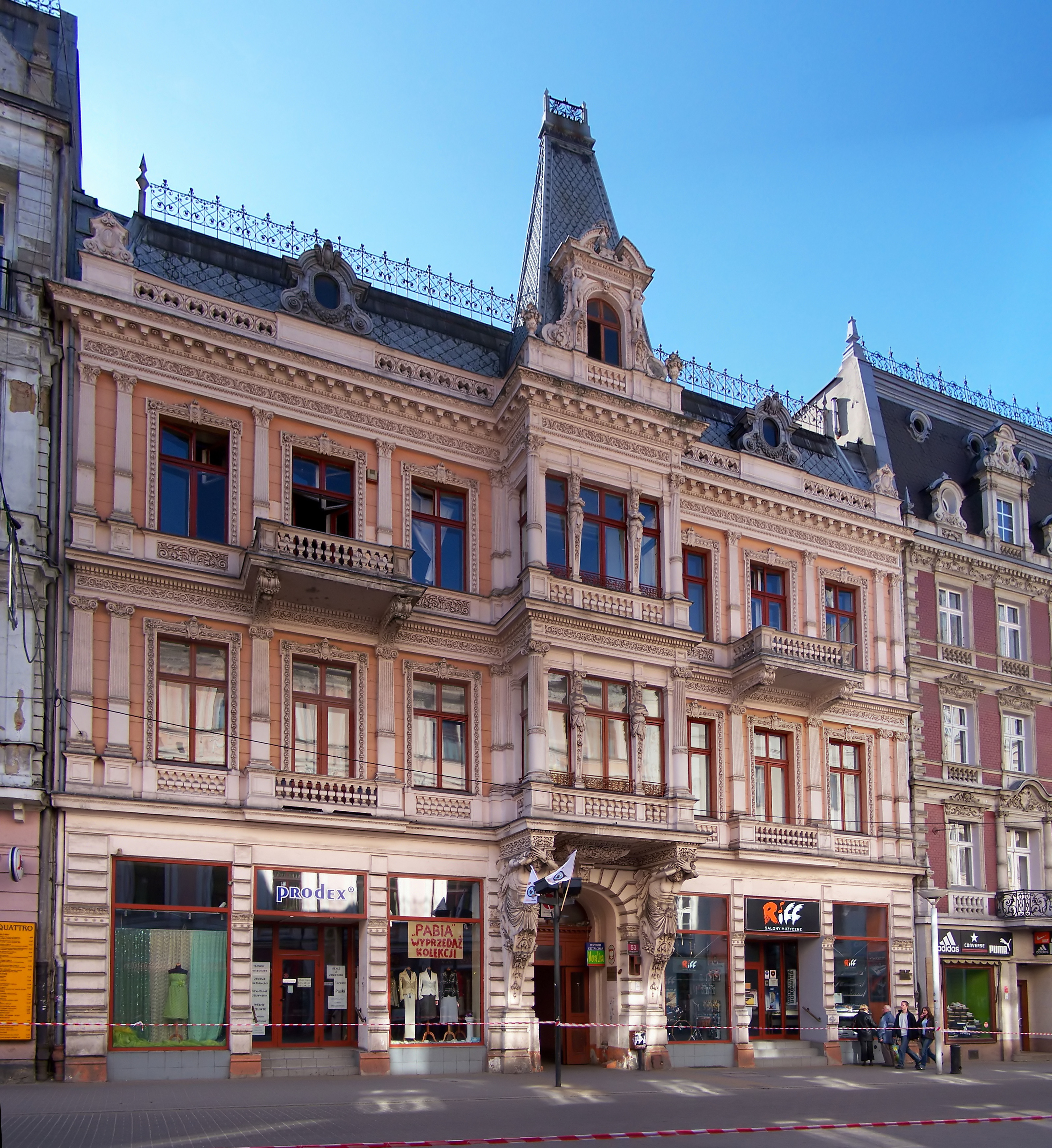
Многоквартирный дом Германа Конштадта
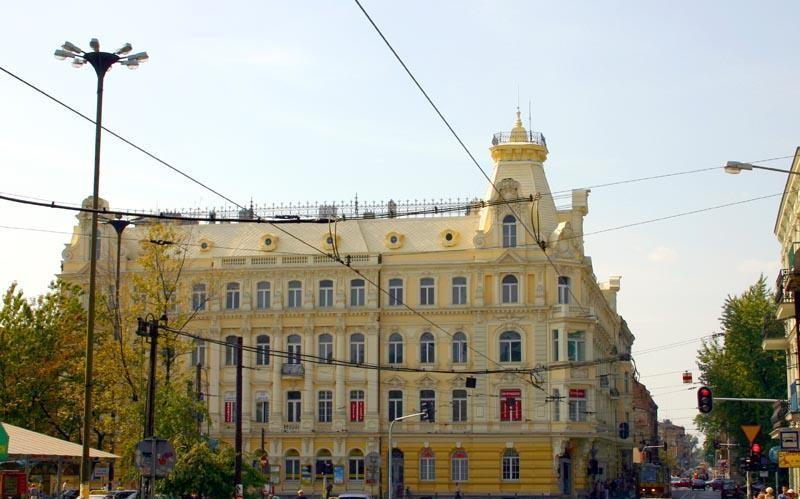
Мечислав Пинкус и многоквартирный дом Якуба Ленде
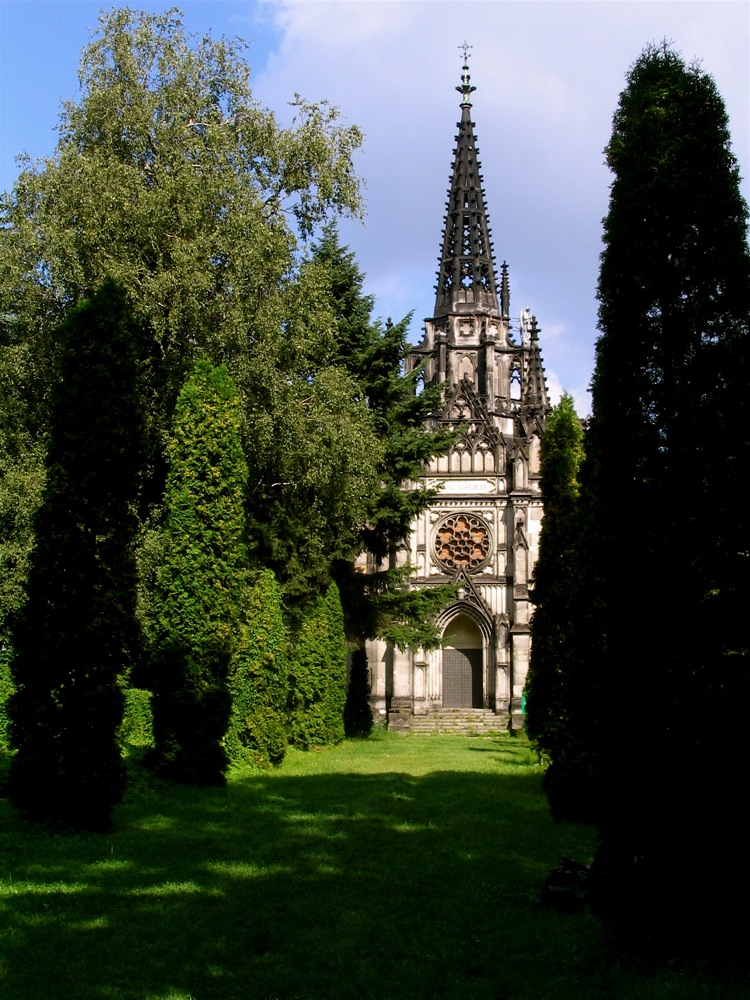
Часовня Карла Шайблера[англ.] на старом кладбище
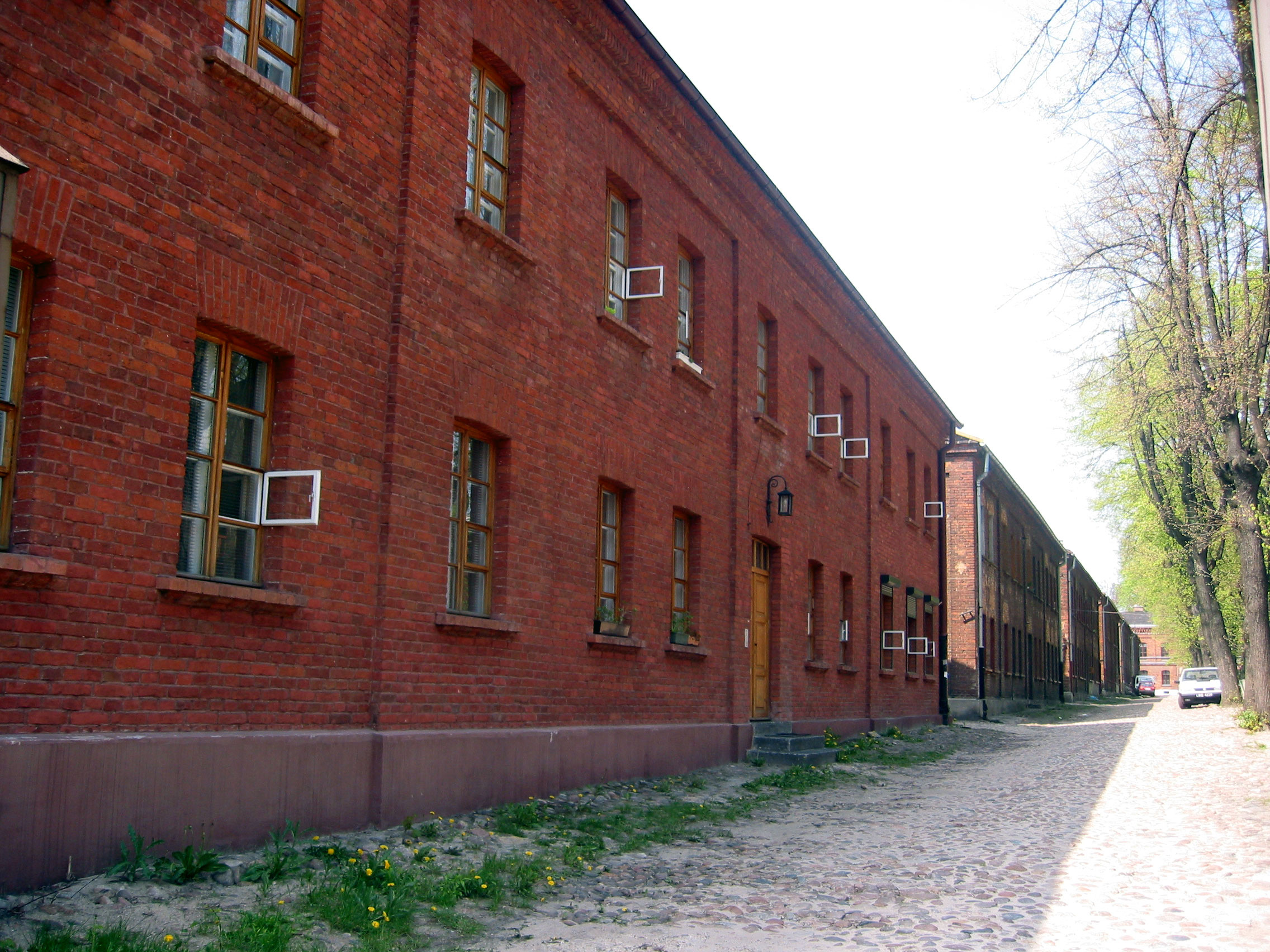
Дома рабочих (пол. famuły) на Ксенжи Млын[англ.]
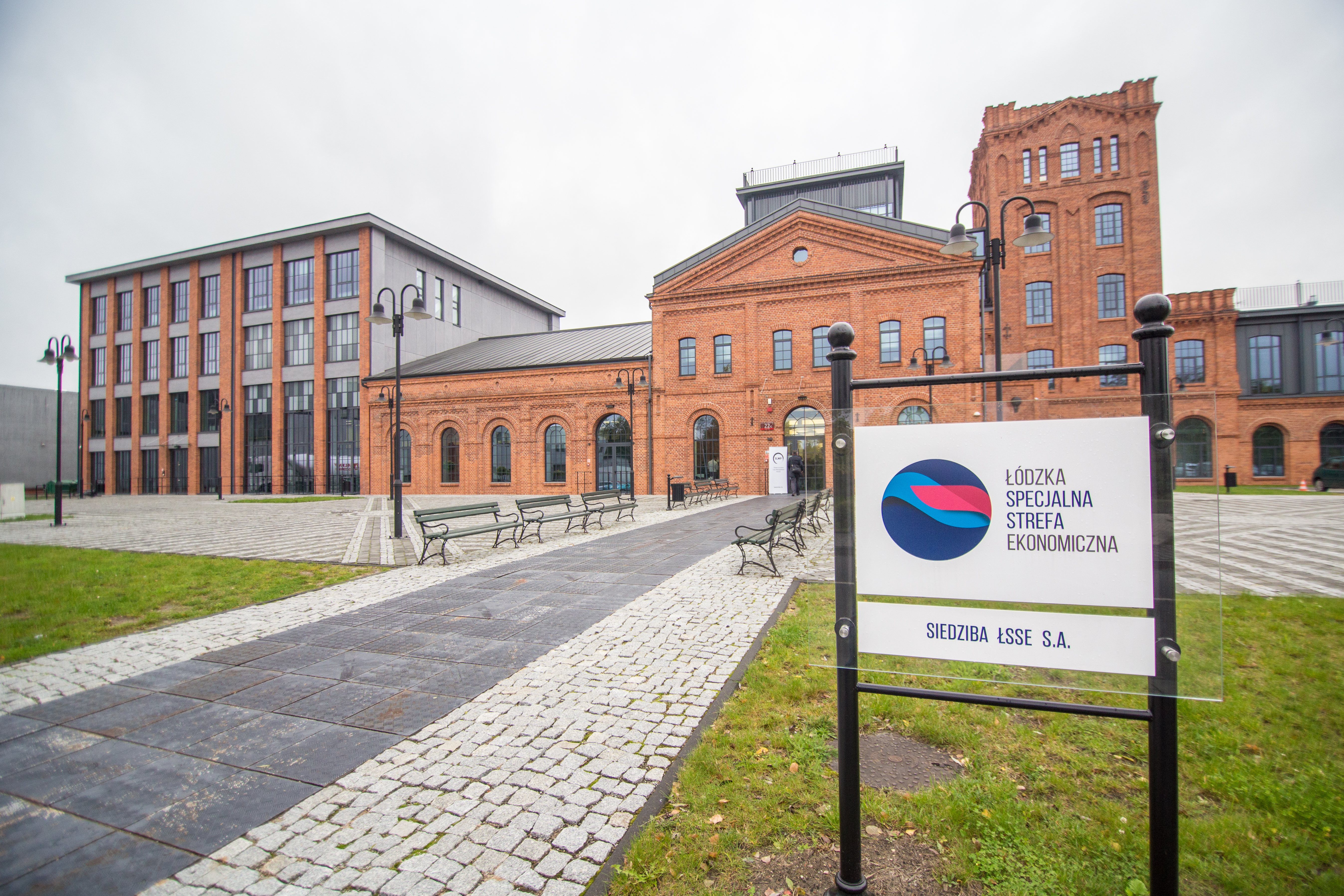
Особая Экономическая Зона Лодзи
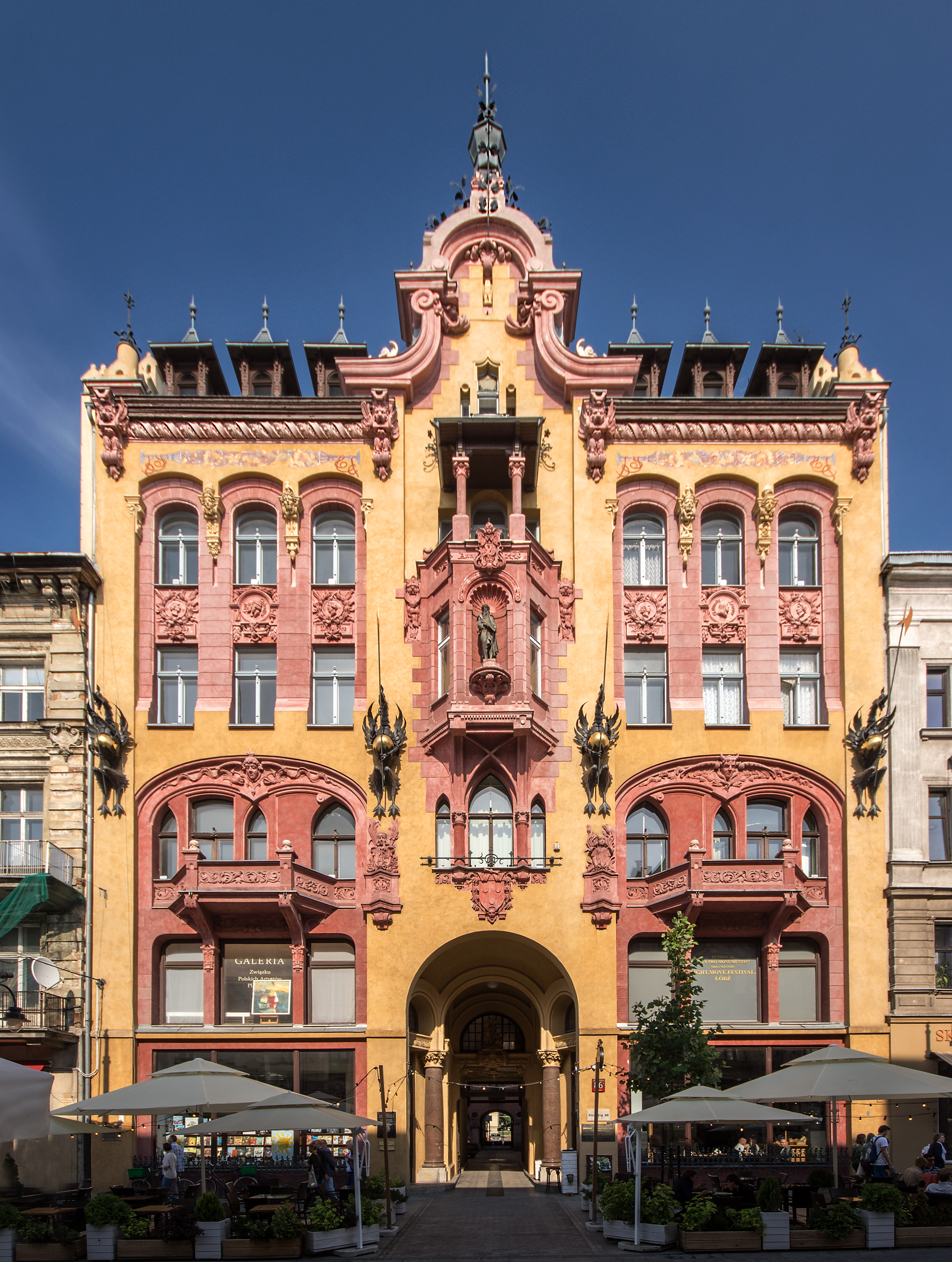
Дом Гутенберга
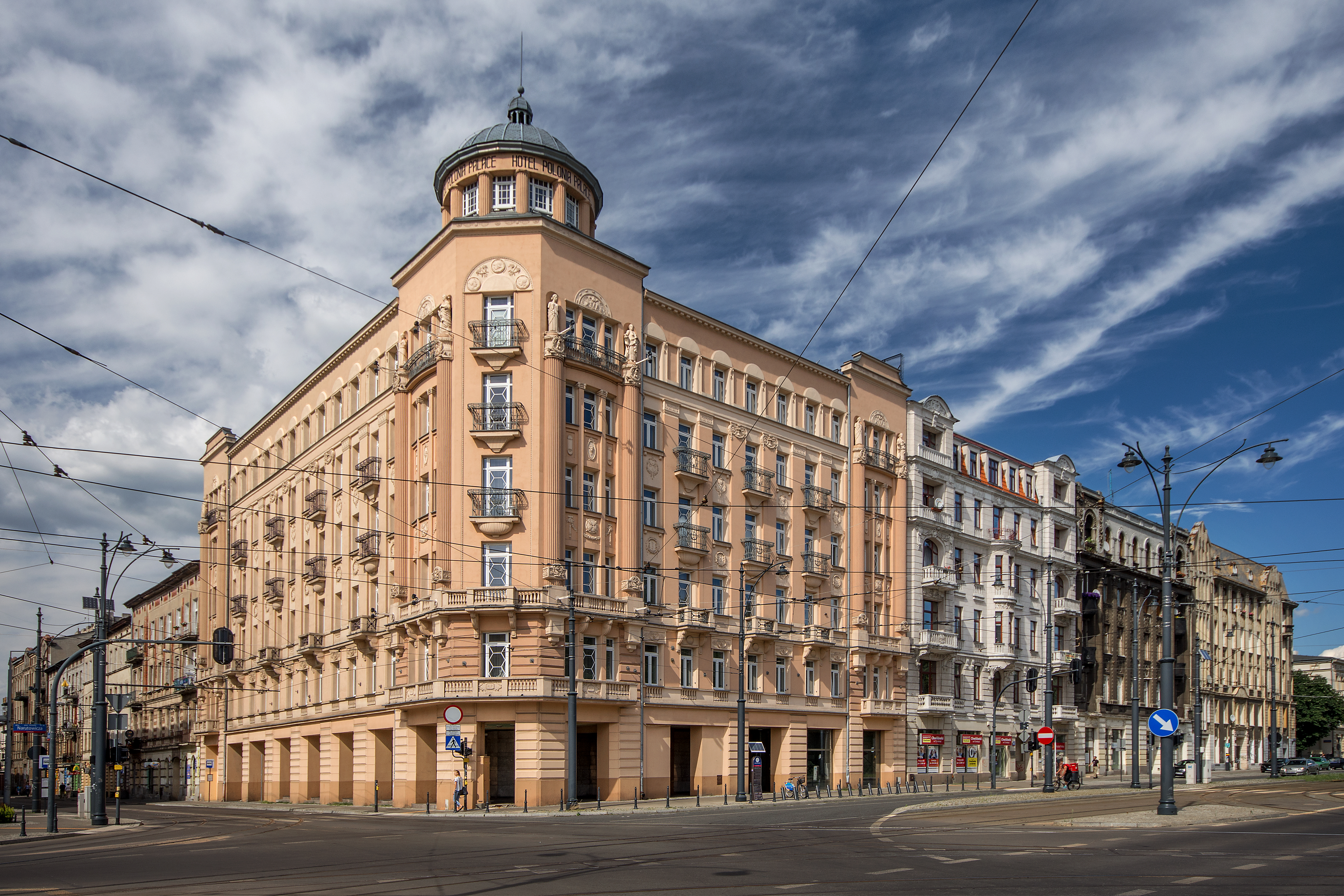
Отель Полония Палас
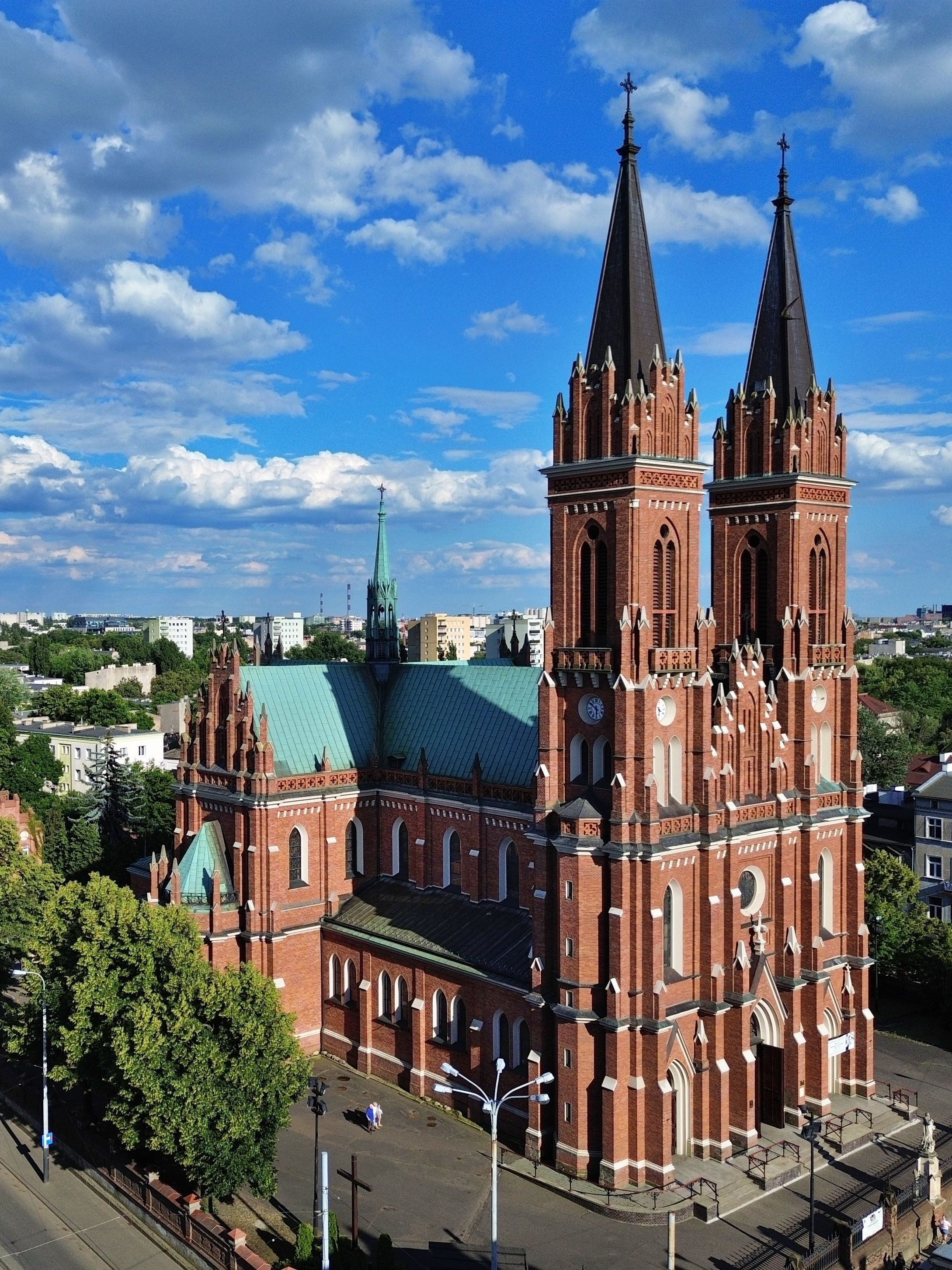
Церковь Успения Пресвятой Богородицы
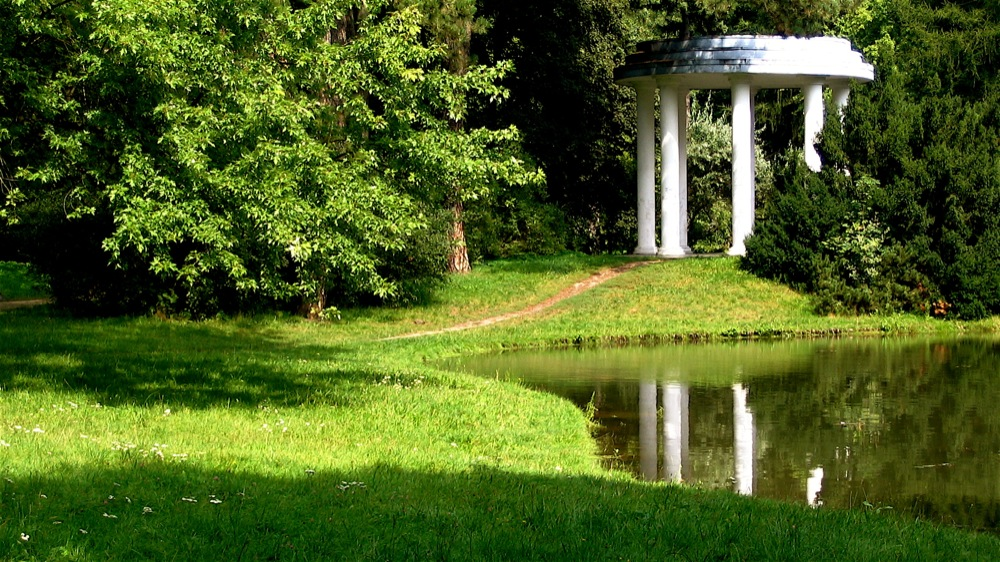
Парк Понятовского
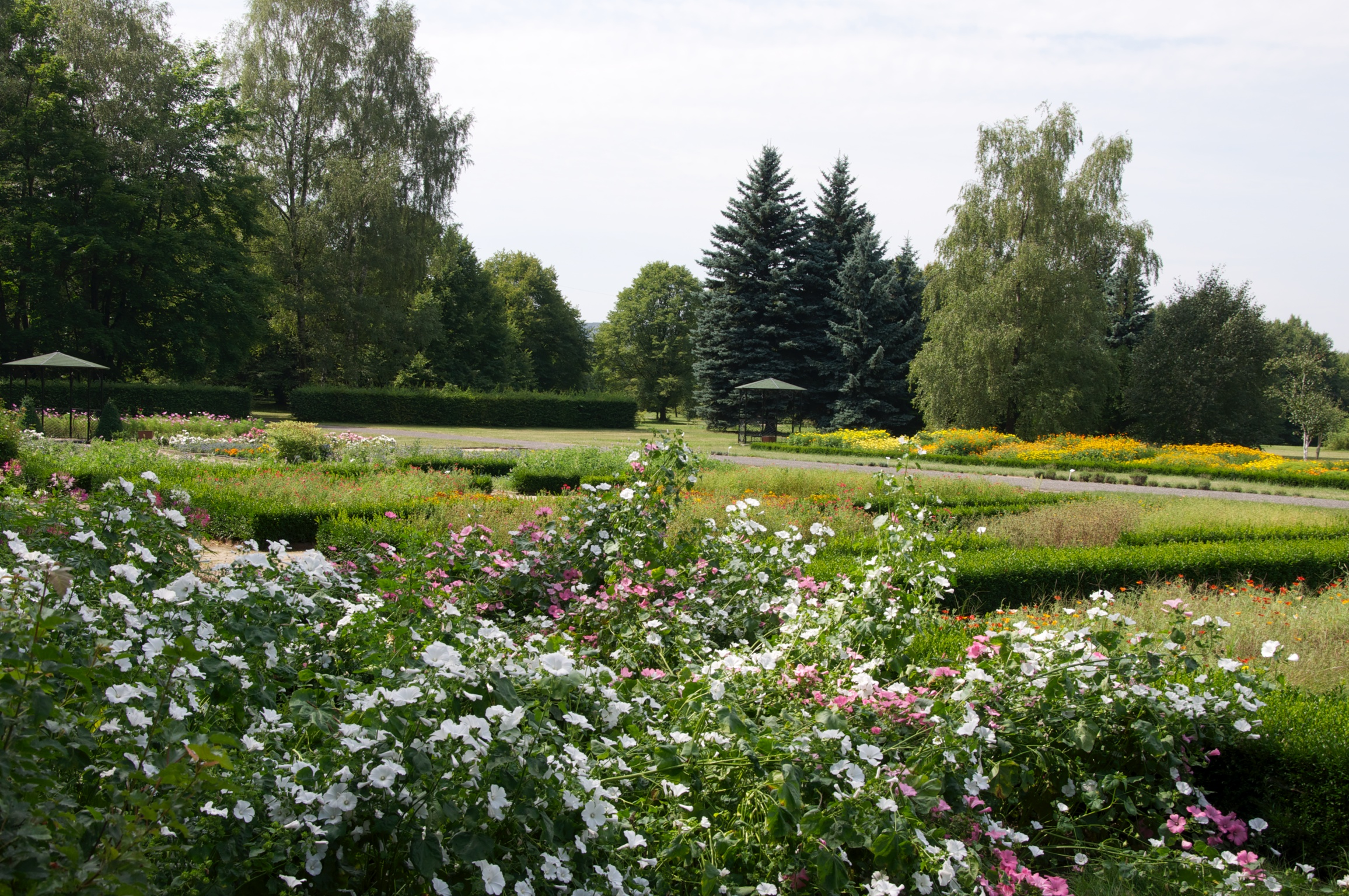
Ботанический сад в Лодзи
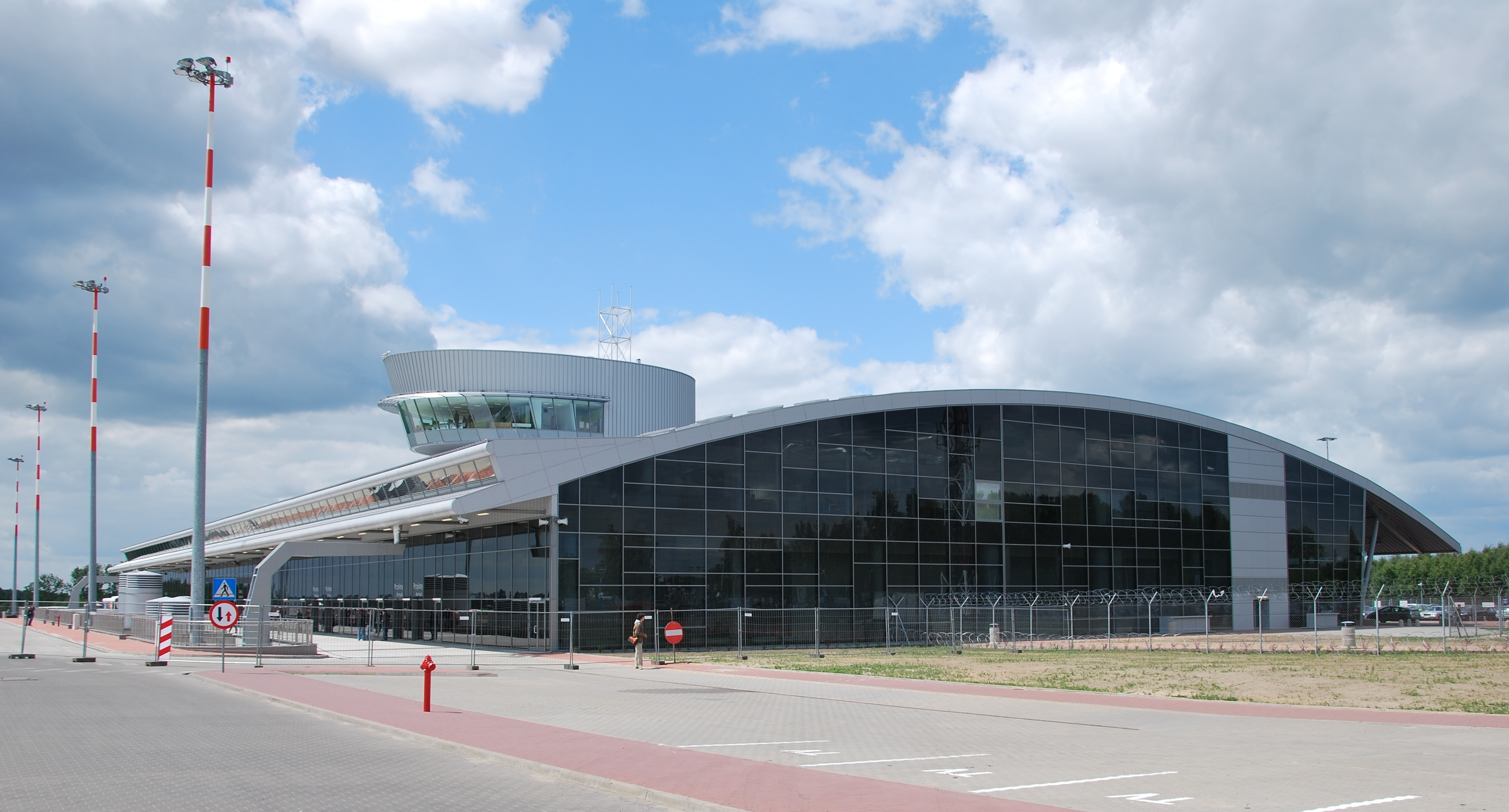
Аэропорт Лодзи
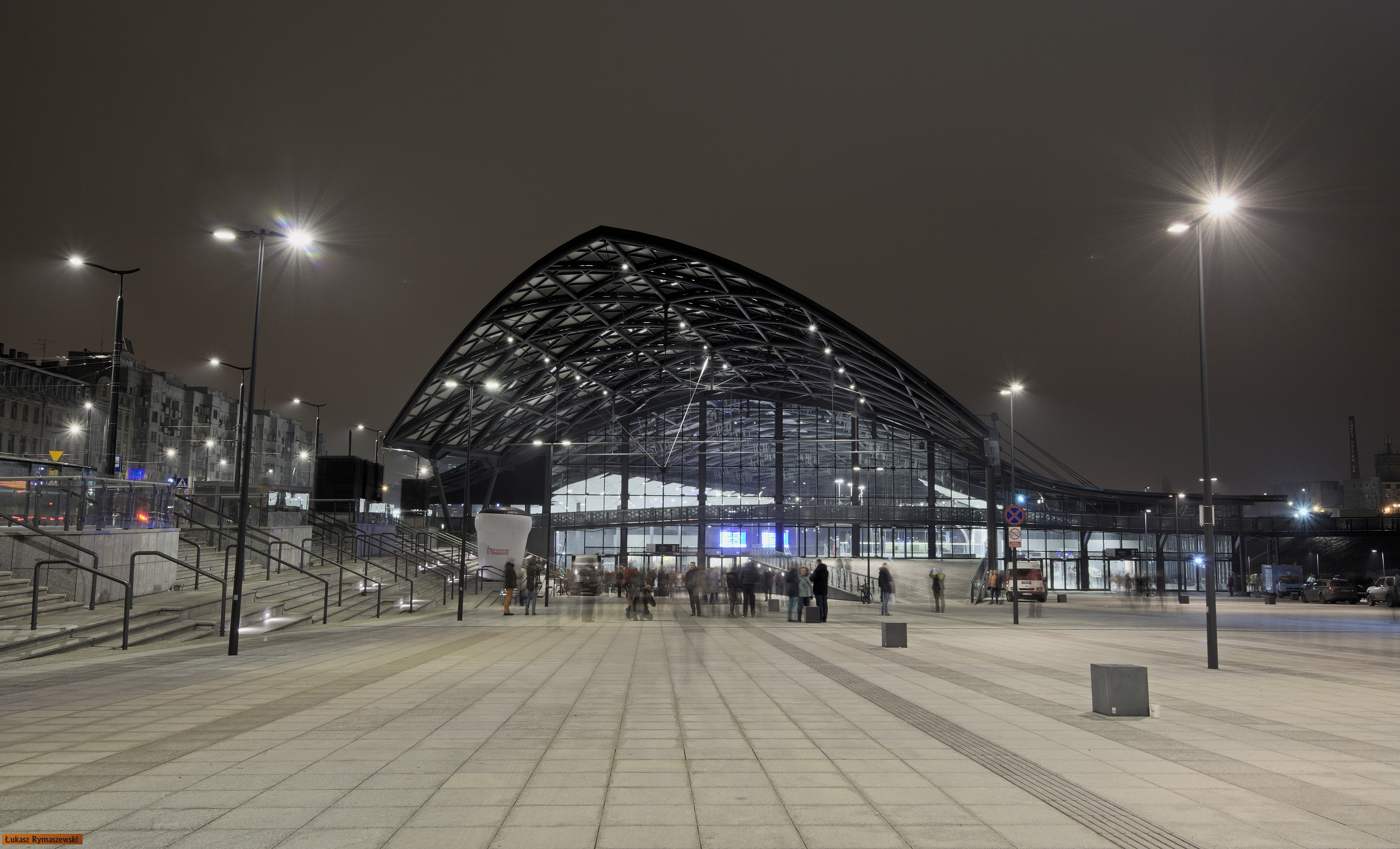
Лодзь-Фабричная
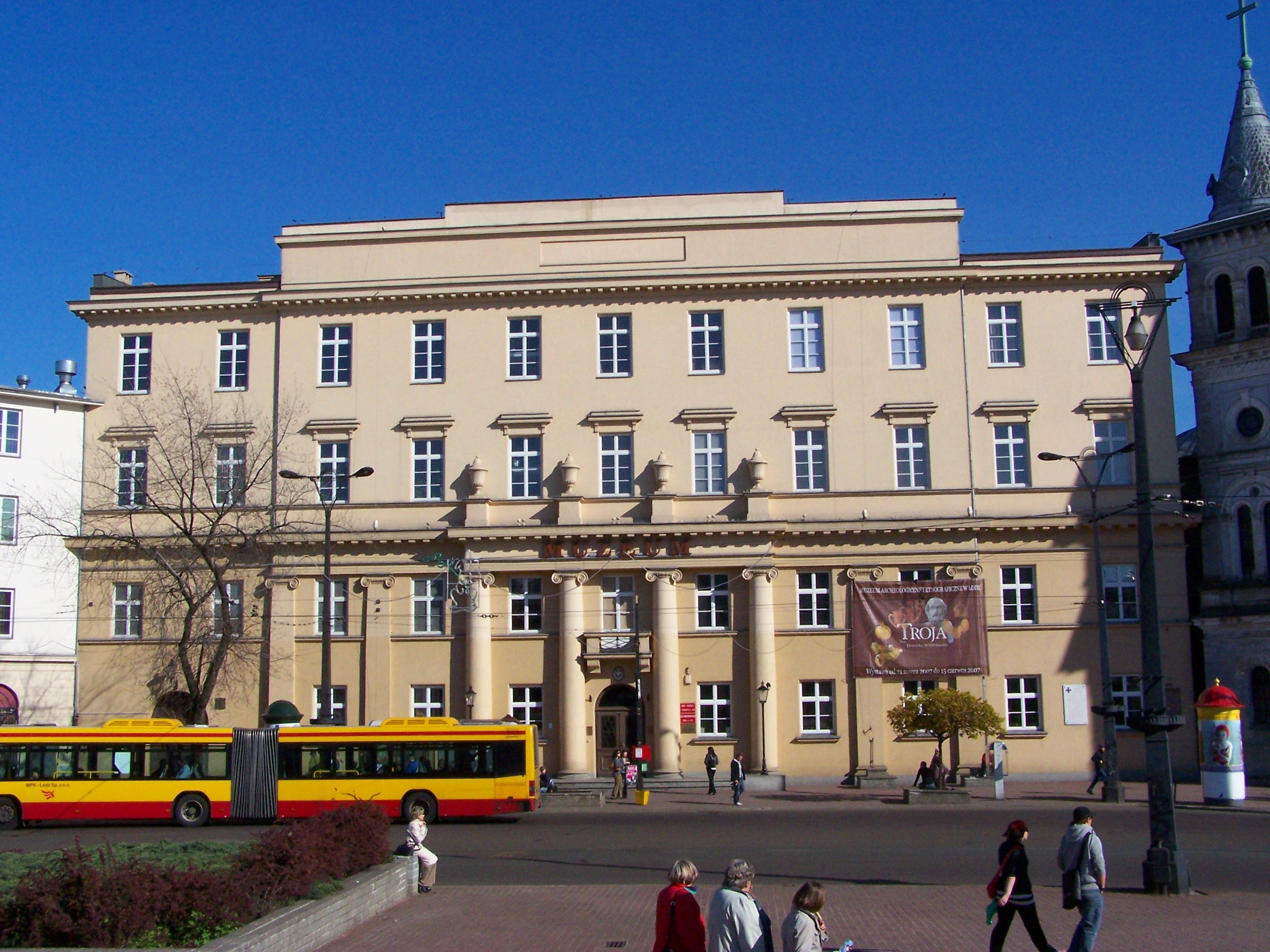
Археологический и этнографический музей